# 宮の坂駅
宮の坂駅（みやのさかえき）は、東京都世田谷区宮坂一丁目にある、東急電鉄世田谷線の停留場である。駅番号はSG07。

## 歴史
- 1945年（昭和20年）7月15日：上町駅寄りにあった豪徳寺前駅と、山下寄りにあった旧・宮ノ坂駅を統合し、宮ノ坂駅として開設。
- 1966年（昭和41年）1月20日：宮の坂駅へ改称。

## 停留場構造
相対式ホーム2面2線を有する地上駅。かつては下りホームにおいて売店が営業していたが、昭和60年代に火災を起こし閉店した。

### のりば
| ホーム | 路線     | 方向 | 行先               |
| ------ | -------- | ---- | ------------------ |
| 西側   | 世田谷線 | 下り | 下高井戸方面       |
| 東側   | 世田谷線 | 上り | 上町・三軒茶屋方面 |

## 利用状況
当停留場だけの乗車人員は公表されていない。世田谷線全線での乗車人員は東急世田谷線#利用状況を参照のこと。

## 停留場周辺

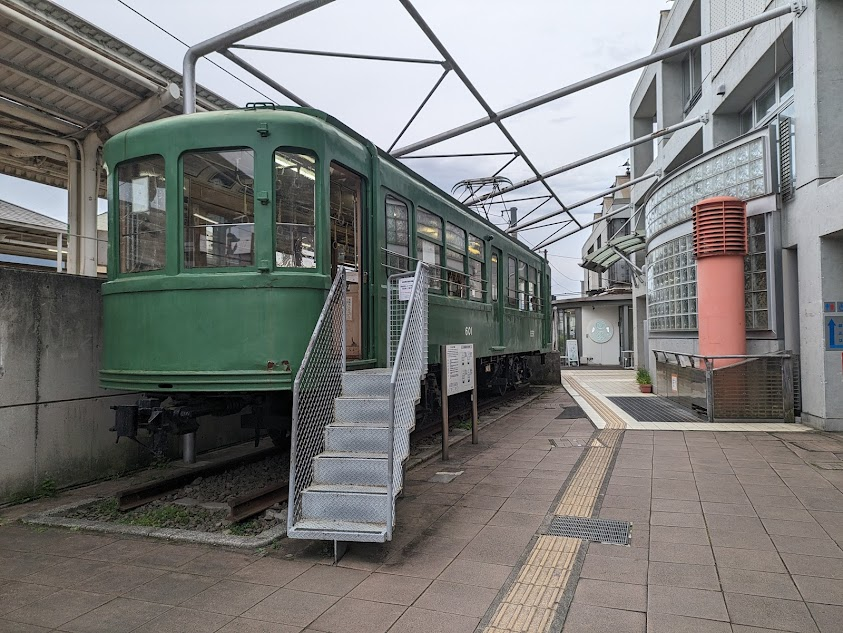
静態保存されている江ノ電601（元・東急デハ80形104号→2代目87号）2024年4月撮影

下高井戸方面行ホームに隣接して、世田谷区宮坂区民センターがある。かつて玉川線で活躍し、その後江ノ島電鉄へ譲渡された104号→2代目87号（→江ノ電601号）が静態保存されている。同車は一般公開されており、日中は車内に入ることが可能。
- 世田谷八幡宮
- 豪徳寺

## 隣の停留場
東急電鉄
 世田谷線
上町駅 (SG06) - 宮の坂駅 (SG07) - 山下駅 (SG08)